# Asan Mugunghwa Football Club
Maillots
Le Asan Mugunghwa Football Club (en hangul: 아산 무궁화 축구단, et en hanja: 牙山 木槿花 蹴球團), plus couramment abrégé en Asan Mugunghwa, est un ancien club sud-coréen de football fondé en 1996 et disparu en 2019, et basé dans la ville d'Ansan, dans la province de Chungcheong du Sud.
Le club est composé de footballeurs professionnels sud-coréens qui effectuent leur service militaire obligatoire,.

## Histoire

### Repères historiques
- 1996 : fondation du club sous le nom des Police FC
- 2014 : le club est renommé Ansan Police FC
- 2016 : le club est renommé Ansan Mugunghwa FC
- 2017 : le club est renommé Asan Mugunghwa FC
- 2019 : le club est dissout

## Palmarès
| Compétitions nationales                                                                   |
| ----------------------------------------------------------------------------------------- |
| - Championnat de Corée du Sud D2 (2) : - Champion : 2016 et 2018. - Vice-champion : 2013. |

## Personnalités du club

### Présidents du club
- Maires d'Ansan

### Entraîneurs du club
- Yu Dong-chun (29 mars 1996 - 7 mars 2001)
- Kim Ki-bok (7 mars 2001 - ?)
- Park Dae-je (3 novembre 2005 - ?)
- Cho Dong-hyun (12 octobre 2010 - 13 janvier 2015)
- Lee Heung-sil (13 janvier 2015 - 31 octobre 2016)
- Song Sun-ho (18 décembre 2016 - 29 novembre 2017)
- Park Dong-hyuk (29 novembre 2017 - 31 décembre 2019)

## Identité du club

### Logo

Ansan Police FC  Logo de 2014 à 2015.
Ansan Mugunghwa FC  Logo en 2016.
Asan Mugunghwa FC  Logo depuis 2017.